# Ligue des champions féminine de l'UEFA 2019-2020
Navigation
Édition précédente Édition suivante
La Ligue des champions féminine de l'UEFA 2019-2020 est la dix-neuvième édition de la plus importante compétition inter-clubs européenne de football féminin. Elle est remportée par l'Olympique lyonnais.
Elle se déroule lors de la saison 2019-2020 et oppose les vainqueurs des différents championnats européens de la saison précédente ainsi que les dauphins des douze meilleurs championnats.

## Désignation de la ville organisatrice de la finale
Trois pays ont candidaté pour l'organisation de la finale de la Ligue des champions féminine 2019-2020.
| Association | Stade                  | Ville  |
| ----------- | ---------------------- | ------ |
| Autriche    | Stade Franz-Horr       | Vienne |
| Belgique    | Stade Maurice-Dufrasne | Liège  |
| Russie      | Stade Dynamo           | Moscou |

Le Comité exécutif de l'UEFA choisit le Stade Franz-Horr de Vienne le 24 mai 2018.

## Participants
Le schéma de qualification de la Ligue des champions féminine de l'UEFA 2019-2020 est le suivant :
- le tenant du titre est qualifié directement pour les seizièmes de finale ;
- les douze meilleures associations les mieux classées au coefficient UEFA à l'issue de la saison 2017-2018 ont leurs clubs champions qualifiés directement pour les seizièmes de finale, et leurs vice-champions entrant soit en seizièmes de finale soit en phase de qualification (selon le nombre d'inscrits au début de la compétition) ;
- les autres associations ont leur club champion entrant en phase de qualification.

Contrairement à la Ligue des champions masculine, les fédérations européennes ne présentent pas toutes une équipe, donc le nombre exact d'équipes n'est pas fixé jusqu'à ce que la liste d'accès soit complètement connue ; il en est de même du tour d'entrée des équipes engagées.
|     | Allemagne               | France                       | Angleterre               | Suède                            | Espagne                     |
| --- | ----------------------- | ---------------------------- | ------------------------ | -------------------------------- | --------------------------- |
| 1er | VfL Wolfsburg (112.575) | Olympique lyonnais (129.865) | Arsenal (17.655)         | Piteå IF (17.655)                | Atlético de Madrid (33.160) |
| 2e  | Bayern Munich (67.575)  | Paris Saint-Germain (99.865) | Manchester City (59.655) | Kopparbergs/Göteborg FC (17.655) | FC Barcelone (91.160)       |

|     | Danemark                  | Tchéquie               | Italie               | Suisse                    | Russie                     |
| --- | ------------------------- | ---------------------- | -------------------- | ------------------------- | -------------------------- |
| 1er | Brøndby IF (50.045)       | Sparta Prague (32.870) | Juventus FC (14.890) | FC Zürich Frauen (44.230) | Riazan VDV (14.580)        |
| 2e  | Fortuna Hjørring (47.045) | Slavia Prague (59.870) | Fiorentina (26.890)  | FF Lugano 1976 (10.230)   | Tchertanovo Moscou (8.580) |

|     | Écosse                | Autriche                       |
| --- | --------------------- | ------------------------------ |
| 1er | Glasgow City (34.085) | SKN St. Pölten Frauen (20.270) |

| Deuxièmes - Écosse : Hibernian LFC (13.085) - Autriche : SK Sturm Graz (11.270) Champions - Pays-Bas : FC Twente (26.900) - Kazakhstan : BIIK Kazygurt (34.580) - Norvège : LSK Kvinner (41.240) - Islande : Breiðablik UBK (10.930) - Pologne : Górnik Łęczna (7.940) - Lituanie : FK Gintra Universitetas (27.930) - Chypre : Apollon Limassol (20.270) - Serbie : ŽFK Spartak Subotica (17.955) - Turquie : Beşiktaş JK (2.475) - Belgique : RSC Anderlecht (5.465) - Biélorussie : FK Minsk (16.625) - Roumanie : Olimpia Cluj (15.960) - Hongrie : Ferencváros TC (7.465) - Bosnie-Herzégovine : ŽNK SFK 2000 Sarajevo (15.960) - Portugal : SC Braga (3.630) - Slovénie : ŽNK Pomurje (9.640) - Grèce : PAOK Salonique (10.965) | - Finlande : PK-35 (8.635) - Ukraine : Zhytlobud-1 Kharkiv (11.800) - Croatie : ŽNK Split (2.970) - Irlande : Wexford Youths Women's (6.305) - Estonie : FC Flora Tallinn (1.485) - Israël : ASA Tel-Aviv (3.650) - Bulgarie : FC NSA Sofia (6.650) - Albanie : Vllaznia Shkodër (7.315) - Slovaquie : ŠK Slovan Bratislava (2.990) - Îles Féroé : EB/Streymur/Skála (0.825) - Monténégro : ŽFK Breznica (1.995) - Pays de Galles : Cardiff Met (3.325) - Irlande du Nord : Linfield LFC (0.660) - Kosovo : KFF Mitrovica (1.330) - Lettonie : Rīgas FS (0.330) - Moldavie : Agarista-ȘS Anenii Noi (0.165) - Malte : Birkirkara FC (0.830) - Macédoine : ŽFK Dragon 2014 (0.000) - Luxembourg : SC Bettembourg (0.000) - Géorgie : Tbilisi Nike (0.000) - Arménie : Alashkert FC (0.000) |

## Calendrier
| Nom                           | Date tirage au sort           | Date aller                    | Date retour                   | Nombre de participants        | Nombre en lice                |
| Phase de qualification (2019) | Phase de qualification (2019) | Phase de qualification (2019) | Phase de qualification (2019) | Phase de qualification (2019) | Phase de qualification (2019) |
| ----------------------------- | ----------------------------- | ----------------------------- | ----------------------------- | ----------------------------- | ----------------------------- |
| Phase de qualification        | 21 juin                       | du 7 au 13 août               | du 7 au 13 août               | 62                            | 62 à 32                       |
| Phase finale (2019-2020)      |                               |                               |                               |                               |                               |
| Seizièmes de finale           | 16 août                       | 11-12 septembre               | 25-26 septembre               | 32                            | 32 à 16                       |
| Huitièmes de finale           | 30 septembre                  | 16-17 octobre                 | 30-31 octobre                 | 16                            | 16 à 8                        |
| Quarts de finale              | 8 novembre                    | 21-22 août (matchs simples)   | 21-22 août (matchs simples)   | 8                             | 8 à 4                         |
| Demi-finales                  | 8 novembre                    | 25-26 août (matchs simples)   | 25-26 août (matchs simples)   | 4                             | 4 à 2                         |
| Finale                        | 8 novembre                    | 30 août à Vienne              | 30 août à Vienne              | 2                             | 2 à 1                         |

## Phase de qualification

### Format et tirage au sort
Le tirage au sort de la phase de qualification aura lieu le 21 juin 2019 à Nyon. 40 équipes sont réparties en dix groupes de quatre et s'affrontent dans des mini-championnats de trois journées, chaque groupe ayant une équipe accueillant tous les matches de la poule. Les dix meilleures équipes de chaque groupe se qualifient pour les seizièmes de finale.
Pour le tirage au sort, les 40 équipes sont réparties en quatre chapeaux selon leur coefficient UEFA. Un groupe est composé d'une équipe provenant de chaque chapeau ; de plus, à la suite d'une décision du Panel d'urgence de l'UEFA, les clubs de Bosnie-Herzégovine et de Serbie ne peuvent pas être tirés au sort dans le même groupe qu'un club du Kosovo.
Les matchs sont joués les 7, 10 et 13 août 2019.
| Club                        | Coeff  |
| --------------------------- | ------ |
| LSK Kvinner                 | 42.205 |
| BIIK Kazygurt               | 34.580 |
| Gintra Universitetas (Hôte) | 27.930 |
| FC Twente (Hôte)            | 26.900 |
| Apollon Limassol            | 20.270 |
| Spartak Subotica            | 17.955 |
| FK Minsk                    | 16.125 |
| CFF Olimpia Cluj-Napoca     | 15.960 |
| SFK 2000 Sarajevo (Hôte)    | 15.690 |
| Hibernian LFC               | 13.085 |

| Club                       | Coeff  |
| -------------------------- | ------ |
| Zhytlobud-1 Kharkiv (Hôte) | 11.800 |
| SK Sturm Graz              | 11.270 |
| PAOK Salonique             | 10.965 |
| Breiðablik UBK             | 10.930 |
| ŽNK Pomurje (Hôte)         | 10.890 |
| PK-35                      | 8.635  |
| Górnik Łęczna              | 7.940  |
| Ferencváros TC             | 7.465  |
| Vllaznia Shkodër           | 7.315  |
| FC NSA Sofia               | 6.650  |

| Club                        | Coeff |
| --------------------------- | ----- |
| Wexford Youths WFC          | 6.305 |
| RSC Anderlecht (Hôte)       | 5.465 |
| ASA Tel-Aviv                | 3.650 |
| SC Braga                    | 3.630 |
| Cardiff Met WFC             | 3.325 |
| ŠK Slovan Bratislava (Hôte) | 2.990 |
| ŽNK Split                   | 2.970 |
| Beşiktaş JK                 | 2.475 |
| ŽFK Breznica (Hôte)         | 1.995 |
| FC Flora Tallinn (Hôte)     | 1.485 |

| Club                   | Coeff |
| ---------------------- | ----- |
| Rīgas FS (Hôte)        | 1.330 |
| Birkirkara FC          | 0.830 |
| EB/Streymur/Skála      | 0.825 |
| Linfield Ladies FC     | 0.660 |
| KFF Mitrovica          | 0.330 |
| Agarista-ȘS Anenii Noi | 0.165 |
| ŽFK Dragon 2014        | 0.000 |
| SC Bettembourg         | 0.000 |
| Tbilisi Nike           | 0.000 |
| Alashkert FC           | 0.000 |

### Groupe 1
| Rang | Équipe                   | Pts | J | G | N | P | Bp | Bc | Diff |  | Résultats                |  |     |     |      |
| ---- | ------------------------ | --- | - | - | - | - | -- | -- | ---- |  | ------------------------ |  | --- | --- | ---- |
| 1    | Breiðablik UBK           | 9   | 3 | 3 | 0 | 0 | 18 | 2  | +16  |  | Breiðablik UBK           |  | 3-1 | 4-1 | 11-0 |
| 2    | SFK 2000 Sarajevo (Hôte) | 6   | 3 | 2 | 0 | 1 | 7  | 3  | +4   |  | SFK 2000 Sarajevo (Hôte) |  |     | 1-0 | 5-0  |
| 3    | ASA Tel-Aviv             | 3   | 3 | 1 | 0 | 2 | 8  | 5  | +3   |  | ASA Tel-Aviv             |  |     |     | 7-0  |
| 4    | ŽFK Dragon 2014          | 0   | 3 | 0 | 0 | 3 | 0  | 23 | -23  |  | ŽFK Dragon 2014          |  |     |     |      |

### Groupe 2
| Rang | Équipe                  | Pts | J | G | N | P | Bp | Bc | Diff |  | Résultats               |  |     |     |     |
| ---- | ----------------------- | --- | - | - | - | - | -- | -- | ---- |  | ----------------------- |  | --- | --- | --- |
| 1    | KFF Mitrovica           | 9   | 3 | 3 | 0 | 0 | 5  | 1  | +4   |  | KFF Mitrovica           |  | 1-0 | 2-1 | 2-0 |
| 2    | ŽFK Breznica (Hôte)     | 4   | 3 | 1 | 1 | 1 | 7  | 7  | 0    |  | ŽFK Breznica (Hôte)     |  |     | 3-2 | 4-4 |
| 3    | CFF Olimpia Cluj-Napoca | 3   | 3 | 1 | 0 | 2 | 6  | 7  | -1   |  | CFF Olimpia Cluj-Napoca |  |     |     | 3-2 |
| 4    | FC NSA Sofia            | 1   | 3 | 0 | 1 | 2 | 6  | 9  | -3   |  | FC NSA Sofia            |  |     |     |     |

### Groupe 3
| Rang | Équipe             | Pts | J | G | N | P | Bp | Bc | Diff |  | Résultats          |  |     |     |     |
| ---- | ------------------ | --- | - | - | - | - | -- | -- | ---- |  | ------------------ |  | --- | --- | --- |
| 1    | Hibernian LFC      | 9   | 3 | 3 | 0 | 0 | 7  | 2  | +5   |  | Hibernian LFC      |  | 2-1 | 2-1 | 3-0 |
| 2    | Cardiff Met WFC    | 6   | 3 | 2 | 0 | 1 | 7  | 3  | +4   |  | Cardiff Met WFC    |  |     | 1-0 | 5-1 |
| 3    | ŽNK Pomurje (Hôte) | 3   | 3 | 1 | 0 | 2 | 5  | 3  | +2   |  | ŽNK Pomurje (Hôte) |  |     |     | 4-0 |
| 4    | Tbilisi Nike       | 0   | 3 | 0 | 0 | 3 | 1  | 12 | -11  |  | Tbilisi Nike       |  |     |     |     |

### Groupe 4
| Rang | Équipe                     | Pts | J | G | N | P | Bp | Bc | Diff |  | Résultats                  |  |     |     |      |
| ---- | -------------------------- | --- | - | - | - | - | -- | -- | ---- |  | -------------------------- |  | --- | --- | ---- |
| 1    | FK Minsk                   | 9   | 3 | 3 | 0 | 0 | 16 | 1  | +15  |  | FK Minsk                   |  | 2-0 | 2-1 | 12-0 |
| 2    | Zhytlobud-1 Kharkiv (Hôte) | 6   | 3 | 2 | 0 | 1 | 9  | 4  | +5   |  | Zhytlobud-1 Kharkiv (Hôte) |  |     | 3-2 | 6-0  |
| 3    | ŽNK Split                  | 3   | 3 | 1 | 0 | 2 | 10 | 7  | +3   |  | ŽNK Split                  |  |     |     | 7-2  |
| 4    | SC Bettembourg             | 0   | 3 | 0 | 0 | 3 | 2  | 25 | -23  |  | SC Bettembourg             |  |     |     |      |

### Groupe 5
| Rang | Équipe                      | Pts | J | G | N | P | Bp | Bc | Diff |  | Résultats                   |  |     |     |      |
| ---- | --------------------------- | --- | - | - | - | - | -- | -- | ---- |  | --------------------------- |  | --- | --- | ---- |
| 1    | Spartak Subotica            | 7   | 3 | 2 | 1 | 0 | 21 | 2  | +19  |  | Spartak Subotica            |  | 2-2 | 7-0 | 12-0 |
| 2    | Ferencváros TC              | 7   | 3 | 2 | 1 | 0 | 7  | 3  | +4   |  | Ferencváros TC              |  |     | 3-1 | 2-0  |
| 3    | ŠK Slovan Bratislava (Hôte) | 3   | 3 | 1 | 0 | 2 | 2  | 10 | -8   |  | ŠK Slovan Bratislava (Hôte) |  |     |     | 1-0  |
| 4    | Agarista-ȘS Anenii Noi      | 0   | 3 | 0 | 0 | 3 | 0  | 15 | -15  |  | Agarista-ȘS Anenii Noi      |  |     |     |      |

### Groupe 6
| Rang | Équipe                  | Pts | J | G | N | P | Bp | Bc | Diff |  | Résultats               |  |     |     |     |
| ---- | ----------------------- | --- | - | - | - | - | -- | -- | ---- |  | ----------------------- |  | --- | --- | --- |
| 1    | BIIK Kazygurt           | 9   | 3 | 3 | 0 | 0 | 15 | 1  | +14  |  | BIIK Kazygurt           |  | 4-1 | 2-0 | 9-0 |
| 2    | PK-35                   | 6   | 3 | 2 | 0 | 1 | 9  | 6  | +3   |  | PK-35                   |  |     | 3-2 | 5-0 |
| 3    | FC Flora Tallinn (Hôte) | 3   | 3 | 1 | 0 | 2 | 4  | 5  | -1   |  | FC Flora Tallinn (Hôte) |  |     |     | 2-0 |
| 4    | EB/Streymur/Skála       | 0   | 3 | 0 | 0 | 3 | 0  | 16 | -16  |  | EB/Streymur/Skála       |  |     |     |     |

### Groupe 7
| Rang | Équipe           | Pts | J | G | N | P | Bp | Bc | Diff |  | Résultats        |  |     |     |      |
| ---- | ---------------- | --- | - | - | - | - | -- | -- | ---- |  | ---------------- |  | --- | --- | ---- |
| 1    | SC Braga         | 9   | 3 | 3 | 0 | 0 | 11 | 0  | +11  |  | SC Braga         |  | 1-0 | 2-0 | 8-0  |
| 2    | Apollon Limassol | 6   | 3 | 2 | 0 | 1 | 17 | 3  | +14  |  | Apollon Limassol |  |     | 7-2 | 10-0 |
| 3    | SK Sturm Graz    | 3   | 3 | 1 | 0 | 2 | 6  | 9  | -3   |  | SK Sturm Graz    |  |     |     | 4-0  |
| 4    | Rīgas FS (Hôte)  | 0   | 3 | 0 | 0 | 3 | 0  | 22 | -22  |  | Rīgas FS (Hôte)  |  |     |     |      |

### Groupe 8
| Rang | Équipe                | Pts | J | G | N | P | Bp | Bc | Diff |  | Résultats             |  |     |     |     |
| ---- | --------------------- | --- | - | - | - | - | -- | -- | ---- |  | --------------------- |  | --- | --- | --- |
| 1    | RSC Anderlecht (Hôte) | 9   | 3 | 3 | 0 | 0 | 12 | 2  | +10  |  | RSC Anderlecht (Hôte) |  | 3-2 | 4-0 | 5-0 |
| 2    | LSK Kvinner           | 6   | 3 | 2 | 0 | 1 | 7  | 3  | +4   |  | LSK Kvinner           |  |     | 4-0 | 1-0 |
| 3    | Linfield Ladies FC    | 3   | 3 | 1 | 0 | 2 | 4  | 9  | -5   |  | Linfield Ladies FC    |  |     |     | 3-2 |
| 4    | PAOK Salonique        | 0   | 3 | 0 | 0 | 3 | 2  | 9  | -7   |  | PAOK Salonique        |  |     |     |     |

### Groupe 9
| Rang | Équipe           | Pts | J | G | N | P | Bp | Bc | Diff |  | Résultats        |  |     |     |      |
| ---- | ---------------- | --- | - | - | - | - | -- | -- | ---- |  | ---------------- |  | --- | --- | ---- |
| 1    | FC Twente (Hôte) | 7   | 3 | 2 | 1 | 0 | 12 | 2  | +10  |  | FC Twente (Hôte) |  | 2-2 | 2-0 | 8-0  |
| 2    | Beşiktaş JK      | 5   | 3 | 1 | 2 | 0 | 6  | 3  | +3   |  | Beşiktaş JK      |  |     | 1-1 | 3-0  |
| 3    | Górnik Łęczna    | 4   | 3 | 1 | 1 | 1 | 14 | 3  | +11  |  | Górnik Łęczna    |  |     |     | 13-0 |
| 4    | Alashkert FC     | 0   | 3 | 0 | 0 | 3 | 0  | 24 | -24  |  | Alashkert FC     |  |     |     |      |

### Groupe 10
| Rang | Équipe                      | Pts | J | G | N | P | Bp | Bc | Diff |  | Résultats                   |  |     |     |     |
| ---- | --------------------------- | --- | - | - | - | - | -- | -- | ---- |  | --------------------------- |  | --- | --- | --- |
| 1    | Vllaznia Shkodër            | 7   | 3 | 2 | 1 | 0 | 5  | 2  | +3   |  | Vllaznia Shkodër            |  | 3-1 | 1-1 | 1-0 |
| 2    | Wexford Youths WFC          | 6   | 3 | 2 | 0 | 1 | 10 | 6  | +4   |  | Wexford Youths WFC          |  |     | 2-1 | 7-2 |
| 3    | Gintra Universitetas (Hôte) | 4   | 3 | 1 | 1 | 1 | 3  | 3  | 0    |  | Gintra Universitetas (Hôte) |  |     |     | 1-0 |
| 4    | Birkirkara FC               | 0   | 2 | 0 | 0 | 3 | 2  | 9  | -7   |  | Birkirkara FC               |  |     |     |     |

## Phase finale
Slavia Prague
Sparta Prague

### Seizièmes de finale
Les clubs en italique correspondent aux équipes qualifiées via la phase de qualification. Le coefficient UEFA des clubs, déterminant les têtes de série, est indiqué entre parenthèses. Les têtes de série jouent leur match retour à domicile. Le tirage au sort a lieu le 16 août 2019 à Nyon.
| Têtes de série | Non-têtes de série |
| --- | --- |
| - Olympique lyonnais (129.865 - Tenant du titre) - VfL Wolfsburg (112.575) - Paris Saint-Germain (99.865) - FC Barcelone (91.160) - Bayern Munich (67.575) - Slavia Prague (59.870) - Manchester City (59.655) - Brøndby IF (50.045) - Fortuna Hjørring (47.045) - FC Zürich Frauen (44.230) - BIIK Kazygurt (34.580) - Glasgow City (34.085) - Atlético de Madrid (33.160) - Sparta Prague (32.870) - FC Twente (26.900) - Fiorentina (26.860) | - SKN St. Pölten Frauen (20.270) - Spartak Subotica (17.955) - Arsenal (17.655) - Piteå IF (17.655) - Kopparbergs/Göteborg FC (17.655) - FK Minsk (16.125) - Juventus FC (14.890) - Riazan VDV (14.580) - Hibernian LFC (13.085) - Breiðablik UBK (10.930) - FF Lugano 1976 (10.230) - Tchertanovo Moscou (8.580) - Vllaznia Shkodër (7.315) - RSC Anderlecht (5.465) - SC Braga (3.630) - KFF Mitrovica (0.330) |

Les matchs aller se déroulent les 11 et 12 septembre 2019 et les matchs retour les 25 et 26 septembre 2019.
| Équipe                  | Aller  | Total   | Retour | Équipe              |
| ----------------------- | ------ | ------- | ------ | ------------------- |
| Juventus FC             | 0 - 2  | 1 - 4   | 1 - 2  | FC Barcelone        |
| Hibernian LFC           | 1 - 4  | 2 - 9   | 1 - 5  | Slavia Prague       |
| Spartak Subotica        | 2 - 3  | 3 - 4   | 1 - 1  | Atlético de Madrid  |
| SC Braga                | 0 - 7  | 0 - 7   | 0 - 0  | Paris Saint-Germain |
| Vllaznia Shkodër        | 0 - 1  | 0 - 3   | 0 - 2  | Fortuna Hjørring    |
| Tchertanovo Moscou      | 0 - 1  | 1 - 5   | 1 - 4  | Glasgow City        |
| Riazan VDV              | 0 - 9  | 0 - 16  | 0 - 7  | Olympique lyonnais  |
| Fiorentina              | 0 - 4  | 0 - 6   | 0 - 2  | Arsenal             |
| Kopparbergs/Göteborg FC | 1 - 2  | 2 - 2 E | 1 - 0  | Bayern Munich       |
| SKN St. Pölten Frauen   | 2 - 4  | 4 - 5   | 2 - 1  | FC Twente           |
| RSC Anderlecht          | 1 - 1  | 1 - 3   | 0 - 2  | BIIK Kazygurt       |
| Breiðablik UBK          | 3 - 2  | 4 - 2   | 1 - 0  | Sparta Prague       |
| KFF Mitrovica           | 0 - 10 | 0 - 15  | 0 - 5  | VfL Wolfsburg       |
| Piteå IF                | 0 - 1  | 1 - 2   | 1 - 1  | Brøndby IF          |
| FF Lugano 1976          | 1 - 7  | 1 - 11  | 0 - 4  | Manchester City     |
| FK Minsk                | 1 - 0  | 4 - 1   | 3 - 1  | FC Zürich Frauen    |

### Huitièmes de finale
Le tirage au sort des huitièmes de finale a lieu le 30 septembre 2019.
- Les huit clubs disposant des coefficients les plus élevés sont têtes de série et sont placés dans un chapeau. Dans l'autre chapeau sont placés les clubs non tête de série.
- Aucun club ne peut rencontrer un adversaire d'une même association.
- Un tirage séparé détermine qui jouera l'aller à domicile (et donc le retour à l'extérieur).

| Têtes de série | Non-têtes de série |
| --- | --- |
| - Olympique lyonnais (129.865) - VfL Wolfsburg (112.575) - Paris Saint-Germain (99.865) - FC Barcelone (91.160) - Bayern Munich (67.575) - Slavia Prague (59.870) - Manchester City (59.655) - Brøndby IF (50.045) | - Fortuna Hjørring (47.045) - BIIK Kazygurt (34.580) - Glasgow City (34.085) - Atlético de Madrid (33.160) - FC Twente (26.900) - Arsenal (17.655) - FK Minsk (16.125) - Breiðablik UBK (10.930) |

Les matchs aller se déroulent les 16 et 17 octobre 2019 et les matchs retour le 30 et 31 octobre 2019.
| Équipe           | Aller | Total           | Retour | Équipe              |
| ---------------- | ----- | --------------- | ------ | ------------------- |
| Brøndby IF       | 0 - 2 | 2 - 2 1 - 3 tab | 2 - 0  | Glasgow City        |
| FC Barcelone     | 5 - 0 | 8 - 1           | 3 - 1  | FK Minsk            |
| BIIK Kazygurt    | 0 - 5 | 0 - 7           | 0 - 2  | Bayern Munich       |
| Fortuna Hjørring | 0 - 4 | 0 - 11          | 0 - 7  | Olympique lyonnais  |
| Breiðablik UBK   | 0 - 4 | 1 - 7           | 1 - 3  | Paris Saint-Germain |
| VfL Wolfsburg    | 6 - 0 | 7 - 0           | 1 - 0  | FC Twente           |
| Slavia Prague    | 2 - 5 | 2 - 13          | 0 - 8  | Arsenal             |
| Manchester City  | 1 - 1 | 2 - 3           | 1 - 2  | Atlético de Madrid  |

- À la demande de l'équipe danoise, l'ordre du 8e de finale entre l'Olympique lyonnais et Fortuna Hjørring a été inversé.

- À la suite d'un accord trouvé entre les deux clubs, l'ordre du 8e de finale entre le Paris Saint-Germain et Breiðablik UBK a été inversé.

### Tableau final
|  | Quarts de finale                          | Quarts de finale                          | Quarts de finale                          | Quarts de finale                          |                     |                     | Demi-finales                              | Demi-finales                              | Demi-finales                              | Demi-finales                              |  |  | Finale                                    | Finale                                    | Finale                                    | Finale                                    |
|  |                                           |                                           |                                           |                                           |                     |                     |                                           |                                           |                                           |                                           |  |  |                                           |                                           |                                           |                                           |
|  | 21 août - Stade d'Anoeta, Saint-Sébastien | 21 août - Stade d'Anoeta, Saint-Sébastien | 21 août - Stade d'Anoeta, Saint-Sébastien | 21 août - Stade d'Anoeta, Saint-Sébastien |                     |                     | 25 août - Stade d'Anoeta, Saint-Sébastien | 25 août - Stade d'Anoeta, Saint-Sébastien | 25 août - Stade d'Anoeta, Saint-Sébastien | 25 août - Stade d'Anoeta, Saint-Sébastien |  |  | 30 août - Stade d'Anoeta, Saint-Sébastien | 30 août - Stade d'Anoeta, Saint-Sébastien | 30 août - Stade d'Anoeta, Saint-Sébastien | 30 août - Stade d'Anoeta, Saint-Sébastien |
|  | 21 août - Stade d'Anoeta, Saint-Sébastien | 21 août - Stade d'Anoeta, Saint-Sébastien | 21 août - Stade d'Anoeta, Saint-Sébastien | 21 août - Stade d'Anoeta, Saint-Sébastien |                     |                     | 25 août - Stade d'Anoeta, Saint-Sébastien | 25 août - Stade d'Anoeta, Saint-Sébastien | 25 août - Stade d'Anoeta, Saint-Sébastien | 25 août - Stade d'Anoeta, Saint-Sébastien |  |  | 30 août - Stade d'Anoeta, Saint-Sébastien | 30 août - Stade d'Anoeta, Saint-Sébastien | 30 août - Stade d'Anoeta, Saint-Sébastien | 30 août - Stade d'Anoeta, Saint-Sébastien |
|  | Glasgow City                              | Glasgow City                              | 1                                         | 1                                         |                     |                     | 25 août - Stade d'Anoeta, Saint-Sébastien | 25 août - Stade d'Anoeta, Saint-Sébastien | 25 août - Stade d'Anoeta, Saint-Sébastien | 25 août - Stade d'Anoeta, Saint-Sébastien |  |  | 30 août - Stade d'Anoeta, Saint-Sébastien | 30 août - Stade d'Anoeta, Saint-Sébastien | 30 août - Stade d'Anoeta, Saint-Sébastien | 30 août - Stade d'Anoeta, Saint-Sébastien |
|  | Glasgow City                              | Glasgow City                              | 1                                         | 1                                         |                     |                     | 25 août - Stade d'Anoeta, Saint-Sébastien | 25 août - Stade d'Anoeta, Saint-Sébastien | 25 août - Stade d'Anoeta, Saint-Sébastien | 25 août - Stade d'Anoeta, Saint-Sébastien |  |  | 30 août - Stade d'Anoeta, Saint-Sébastien | 30 août - Stade d'Anoeta, Saint-Sébastien | 30 août - Stade d'Anoeta, Saint-Sébastien | 30 août - Stade d'Anoeta, Saint-Sébastien |
|  | VfL Wolfsburg                             | VfL Wolfsburg                             | 9                                         | 9                                         |                     |                     | 25 août - Stade d'Anoeta, Saint-Sébastien | 25 août - Stade d'Anoeta, Saint-Sébastien | 25 août - Stade d'Anoeta, Saint-Sébastien | 25 août - Stade d'Anoeta, Saint-Sébastien |  |  | 30 août - Stade d'Anoeta, Saint-Sébastien | 30 août - Stade d'Anoeta, Saint-Sébastien | 30 août - Stade d'Anoeta, Saint-Sébastien | 30 août - Stade d'Anoeta, Saint-Sébastien |
|  | VfL Wolfsburg                             | VfL Wolfsburg                             | 9                                         | 9                                         | VfL Wolfsburg       | VfL Wolfsburg       | 1                                         | 1                                         |                                           |                                           |  |  | 30 août - Stade d'Anoeta, Saint-Sébastien | 30 août - Stade d'Anoeta, Saint-Sébastien | 30 août - Stade d'Anoeta, Saint-Sébastien | 30 août - Stade d'Anoeta, Saint-Sébastien |
|  | 21 août - Stade San Mamés, Bilbao         |                                           |                                           |                                           | VfL Wolfsburg       | VfL Wolfsburg       | 1                                         | 1                                         |                                           |                                           |  |  | 30 août - Stade d'Anoeta, Saint-Sébastien | 30 août - Stade d'Anoeta, Saint-Sébastien | 30 août - Stade d'Anoeta, Saint-Sébastien | 30 août - Stade d'Anoeta, Saint-Sébastien |
|  |                                           |                                           | FC Barcelone                              | FC Barcelone                              | 0                   | 0                   |                                           |                                           |                                           |                                           |  |  | 30 août - Stade d'Anoeta, Saint-Sébastien | 30 août - Stade d'Anoeta, Saint-Sébastien | 30 août - Stade d'Anoeta, Saint-Sébastien | 30 août - Stade d'Anoeta, Saint-Sébastien |
|  | Atlético de Madrid                        | Atlético de Madrid                        | FC Barcelone                              | FC Barcelone                              | 0                   | 0                   | 0                                         | 0                                         |                                           |                                           |  |  | 30 août - Stade d'Anoeta, Saint-Sébastien | 30 août - Stade d'Anoeta, Saint-Sébastien | 30 août - Stade d'Anoeta, Saint-Sébastien | 30 août - Stade d'Anoeta, Saint-Sébastien |
|  | Atlético de Madrid                        | Atlético de Madrid                        | 26 août - Stade San Mamés, Bilbao         |                                           |                     |                     | 0                                         | 0                                         |                                           |                                           |  |  | 30 août - Stade d'Anoeta, Saint-Sébastien | 30 août - Stade d'Anoeta, Saint-Sébastien | 30 août - Stade d'Anoeta, Saint-Sébastien | 30 août - Stade d'Anoeta, Saint-Sébastien |
|  | FC Barcelone                              | FC Barcelone                              | 1                                         | 1                                         |                     |                     |                                           |                                           |                                           |                                           |  |  | 30 août - Stade d'Anoeta, Saint-Sébastien | 30 août - Stade d'Anoeta, Saint-Sébastien | 30 août - Stade d'Anoeta, Saint-Sébastien | 30 août - Stade d'Anoeta, Saint-Sébastien |
|  | FC Barcelone                              | FC Barcelone                              | 1                                         | 1                                         | VfL Wolfsburg       | VfL Wolfsburg       | 1                                         | 1                                         |                                           |                                           |  |  |                                           |                                           |                                           |                                           |
|  | 22 août - Stade d'Anoeta, Saint-Sébastien |                                           |                                           |                                           | VfL Wolfsburg       | VfL Wolfsburg       | 1                                         | 1                                         |                                           |                                           |  |  |                                           |                                           |                                           |                                           |
|  |                                           |                                           | Olympique lyonnais                        | Olympique lyonnais                        | 3                   | 3                   |                                           |                                           |                                           |                                           |  |  |                                           |                                           |                                           |                                           |
|  | Arsenal                                   | Arsenal                                   | Olympique lyonnais                        | Olympique lyonnais                        | 3                   | 3                   | 1                                         | 1                                         |                                           |                                           |  |  |                                           |                                           |                                           |                                           |
|  | Arsenal                                   | Arsenal                                   |                                           |                                           |                     |                     |                                           |                                           |                                           |                                           |  |  |                                           |                                           |                                           |                                           |
|  | Paris Saint-Germain                       | Paris Saint-Germain                       | 2                                         | 2                                         |                     |                     |                                           |                                           |                                           |                                           |  |  |                                           |                                           |                                           |                                           |
|  | Paris Saint-Germain                       | Paris Saint-Germain                       | 2                                         | 2                                         | Paris Saint-Germain | Paris Saint-Germain | 0                                         | 0                                         |                                           |                                           |  |  |                                           |                                           |                                           |                                           |
|  | 22 août - Stade San Mamés, Bilbao         |                                           |                                           |                                           | Paris Saint-Germain | Paris Saint-Germain | 0                                         | 0                                         |                                           |                                           |  |  |                                           |                                           |                                           |                                           |
|  |                                           |                                           | Olympique lyonnais                        | Olympique lyonnais                        | 1                   | 1                   |                                           |                                           |                                           |                                           |  |  |                                           |                                           |                                           |                                           |
|  | Olympique lyonnais                        | Olympique lyonnais                        | Olympique lyonnais                        | Olympique lyonnais                        | 1                   | 1                   | 2                                         | 2                                         |                                           |                                           |  |  |                                           |                                           |                                           |                                           |
|  | Olympique lyonnais                        | Olympique lyonnais                        |                                           |                                           |                     |                     |                                           | 2                                         |                                           |                                           |  |  |                                           |                                           |                                           |                                           |
|  | Bayern Munich                             | Bayern Munich                             | 1                                         | 1                                         |                     |                     |                                           |                                           |                                           |                                           |  |  |                                           |                                           |                                           |                                           |
|  | Bayern Munich                             | Bayern Munich                             | 1                                         | 1                                         |                     |                     |                                           |                                           |                                           |                                           |  |  |                                           |                                           |                                           |                                           |
|  |                                           |                                           |                                           |                                           |                     |                     |                                           |                                           |                                           |                                           |  |  |                                           |                                           |                                           |                                           |

( ) = Tirs au but; ap = Après prolongation; e = Victoire aux buts marqués à l'extérieur; f = Victoire par forfait

### Quarts de finale
Le tirage au sort des quarts de finale a lieu le 8 novembre 2019 à Nyon.
Les huit équipes qui restent dans la compétition sont soumises à un tirage intégral. Il n'y a aucune tête de série et les équipes d'un même pays peuvent se rencontrer. Pour les quarts de finale, les huit boules sont placées dans une vasque et mélangées. La première équipe tirée accueille la deuxième au match aller. La procédure est la même pour les trois autres matches.
Pour le tirage des demi-finales, quatre morceaux de papier portant la mention « Vainqueur quart de finale 1 » à « Vainqueur quart de finale 4 » sont placés dans une vasque. Le tirage est similaire à celui des quarts de finale. Un autre tirage détermine qui, des deux finalistes, sera l'équipe qui recevra en finale.
Les équipes qualifiées pour les quarts de finale sont :
- Olympique lyonnais
- VfL Wolfsburg
- Paris Saint-Germain
- FC Barcelone
- Bayern Munich
- Glasgow City
- Atlético de Madrid
- Arsenal

Les matchs devaient avoir lieu les 24-25 mars et 1er et 2 avril 2020. En raison de la pandémie de Covid-19, ils se jouent en match simple à Bilbao et Saint-Sébastien le 21 et 22 août 2020.
| Club               | Score | Club                |
| ------------------ | ----- | ------------------- |
| Atlético de Madrid | 0 - 1 | FC Barcelone        |
| Olympique lyonnais | 2 - 1 | Bayern Munich       |
| Glasgow City       | 1 - 9 | VfL Wolfsburg       |
| Arsenal            | 1 - 2 | Paris Saint-Germain |

### Demi-finales
Les matchs devaient avoir lieu les 25-26 avril et 2-3 mai 2020. En raison de la pandémie de Covid-19, ils se joueront en match simple à Bilbao et Saint-Sébastien le 25 et 26 août 2020.
| Club                | Score | Club               |
| ------------------- | ----- | ------------------ |
| Paris Saint-Germain | 0 - 1 | Olympique lyonnais |
| VfL Wolfsburg       | 1 - 0 | FC Barcelone       |

### Finale
En raison de la pandémie de Covid-19, la finale prévue le 24 mai 2020 est reportée au dimanche 30 août 2020,.
| 30 août 2020 | VfL Wolfsburg | 1 - 3 | Olympique lyonnais | Stade d'Anoeta, Saint-Sébastien                               |
|              |               |       |                    | Arbitrage : Esther Staubli Arbitre vidéo : José María Sánchez |

| Championne d'Europe 2020          |
| --------------------------------- |
| Olympique lyonnais Septième titre |

## Statistiques
La phase de qualifications n'est pas prise en compte.

### Meilleures buteuses
| Rang | Joueuse                       | Équipe                         | Buts | Min. jouées |
| ---- | ----------------------------- | ------------------------------ | ---- | ----------- |
| 1.   | Vivianne Miedema              | Arsenal                        | 10   | 401         |
| 2.   | Ada Hegerberg                 | Olympique Lyonnais             | 9    | 308         |
| 2.   | Pernille Harder               | VfL Wolfsbourg                 | 9    | 571         |
| 4.   | Tereza Kožárová               | Slavia Prague                  | 5    | 257         |
| 4.   | Janine Beckie                 | Manchester City                | 5    | 268         |
| 4.   | Marie-Antoinette Katoto       | Paris Saint-Germain            | 5    | 286         |
| 4.   | Eugénie Le Sommer             | Olympique Lyonnais             | 5    | 359         |
| 4.   | Wendie Renard                 | Olympique Lyonnais             | 5    | 540         |
| 9.   | Pauline Bremer                | Manchester City VfL Wolfsbourg | 4    | 206         |
| 9.   | Jordyn Huitema                | Paris Saint-Germain            | 4    | 254         |
| 9.   | Zsanette Jakabfi              | VfL Wolfsbourg                 | 4    | 274         |
| 9.   | Fenna Kalma                   | FC Twente                      | 4    | 350         |
| 9.   | Berglind Björg Þorvaldsdóttir | Breiðablik UBK                 | 4    | 357         |
| 9.   | Emueje Ogbiagbevha            | FK Minsk                       | 4    | 359         |
| 9.   | Kim Little                    | Arsenal                        | 4    | 424         |
| 9.   | Nikita Parris                 | Olympique Lyonnais             | 4    | 443         |

### Meilleures passeuses
| Rang | Joueuse                      | Équipe                | Passes d. | Min. jouées |
| ---- | ---------------------------- | --------------------- | --------- | ----------- |
| 1.   | Dzsenifer Marozsán           | Olympique Lyonnais    | 5         | 483         |
| 2.   | Kateřina Svitková            | Slavia Prague         | 4         | 360         |
| 2.   | Eugénie Le Sommer            | Olympique Lyonnais    | 4         | 363         |
| 2.   | Beth Mead                    | Arsenal               | 4         | 436         |
| 5.   | Ludmila                      | Atlético de Madrid    | 3         | 295         |
| 5.   | Svenja Huth                  | VfL Wolfsbourg        | 3         | 331         |
| 5.   | Caroline Graham Hansen       | FC Barcelone          | 3         | 416         |
| 8.   | Isabelle Meyer               | SKN St. Pölten Frauen | 2         | 144         |
| 8.   | Leonie Maier                 | Arsenal               | 2         | 180         |
| 8.   | Jill Roord                   | Arsenal               | 2         | 249         |
| 8.   | Tereza Kožárová              | Slavia Prague         | 2         | 259         |
| 8.   | Sara Däbritz                 | Paris Saint-Germain   | 2         | 312         |
| 8.   | Asisat Oshoala               | FC Barcelone          | 2         | 316         |
| 8.   | Linda Dallmann               | Bayern Munich         | 2         | 335         |
| 8.   | Lena Goeßling                | VfL Wolfsbourg        | 2         | 360         |
| 8.   | Áslaug Munda Gunnlaugsdóttir | Breiðablik UBK        | 2         | 360         |
| 8.   | Kim Little                   | Arsenal               | 2         | 425         |
| 8.   | Delphine Cascarino           | Olympique Lyonnais    | 2         | 432         |
| 8.   | Alexandra Popp               | VfL Wolfsbourg        | 2         | 436         |
| 8.   | Irene Paredes                | Paris Saint-Germain   | 2         | 450         |
| 8.   | Lucy Bronze                  | Olympique Lyonnais    | 2         | 513         |
| 8.   | Amel Majri                   | Olympique Lyonnais    | 2         | 525         |
| 8.   | Pernille Harder              | VfL Wolfsbourg        | 2         | 527         |

### Clean sheets
| Rang | Joueuse                | Équipe                            | Clean sheets | Matchs disputés |
| ---- | ---------------------- | --------------------------------- | ------------ | --------------- |
| 1.   | Sarah Bouhaddi         | Olympique Lyonnais                | 5            | 7               |
| 2.   | Hedvig Lindahl         | VfL Wolfsbourg Atlético de Madrid | 3            | 4               |
| 2.   | Sandra Paños           | FC Barcelone                      | 3            | 5               |
| 4.   | Katrine Abel           | Brøndby IF                        | 2            | 4               |
| 4.   | Friederike Abt         | VfL Wolfsbourg                    | 2            | 4               |
| 4.   | Lee Alexander          | Glasgow City                      | 2            | 5               |
| 4.   | Kelsey Daugherty       | Fortuna Hjørring                  | 2            | 4               |
| 4.   | Christiane Endler      | Paris Saint-Germain               | 2            | 4               |
| 4.   | Pauline Peyraud-Magnin | Arsenal                           | 2            | 3               |
| 4.   | Carina Schlüter        | Bayern Munich                     | 2            | 2               |

### Joueuses les plus utilisées
| Rang | Joueuse           | Équipe                       | Min. jouées |
| ---- | ----------------- | ---------------------------- | ----------- |
| 1.   | Sarah Bouhaddi    | Olympique Lyonnais           | 630         |
| 2.   | Dominique Janssen | VfL Wolfsbourg               | 572         |
| 3.   | Pernille Harder   | VfL Wolfsbourg               | 571         |
| 4.   | Kathrin Hendrich  | Bayern Munich VfL Wolfsbourg | 560         |
| 5.   | Saki Kumagai      | Olympique Lyonnais           | 540         |
| 5.   | Wendie Renard     | Olympique Lyonnais           | 540         |
| 7.   | Alexia Putellas   | FC Barcelone                 | 525         |
| 8.   | Amel Majri        | Olympique Lyonnais           | 523         |
| 9.   | Lucy Bronze       | Olympique Lyonnais           | 512         |
| 10.  | Kadeisha Buchanan | Olympique Lyonnais           | 492         |